# NGC 4666
NGC 4666 је спирална галаксија у сазвежђу Девица која се налази на NGC листи објеката дубоког неба.
Деклинација објекта је - 0° 27' 46" а ректасцензија 12h 45m 8,2s. Привидна величина (магнитуда) објекта NGC 4666 износи 10,8 а фотографска магнитуда 11,5. Налази се на удаљености од 18,393 милиона парсека од Сунца. NGC 4666 је још познат и под ознакама UGC 7926, MCG 0-33-8, CGCG 15-15, PGC 42975.